# Stine Andresen

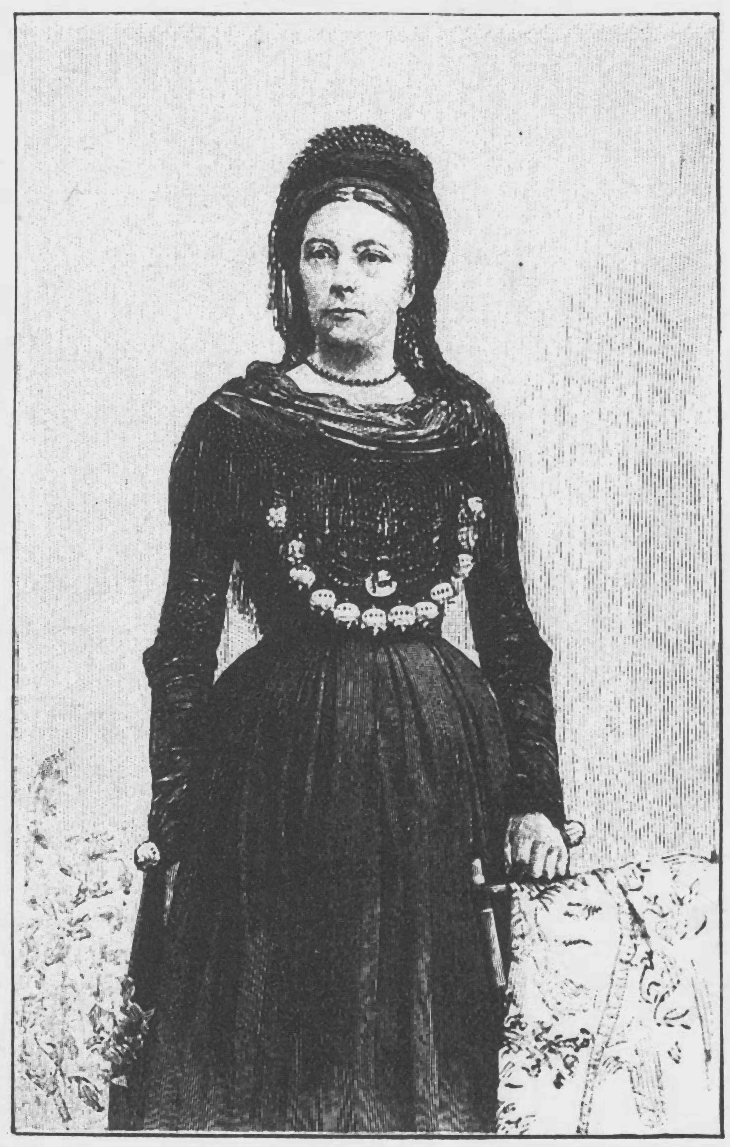
Stine Andresen, um 1890

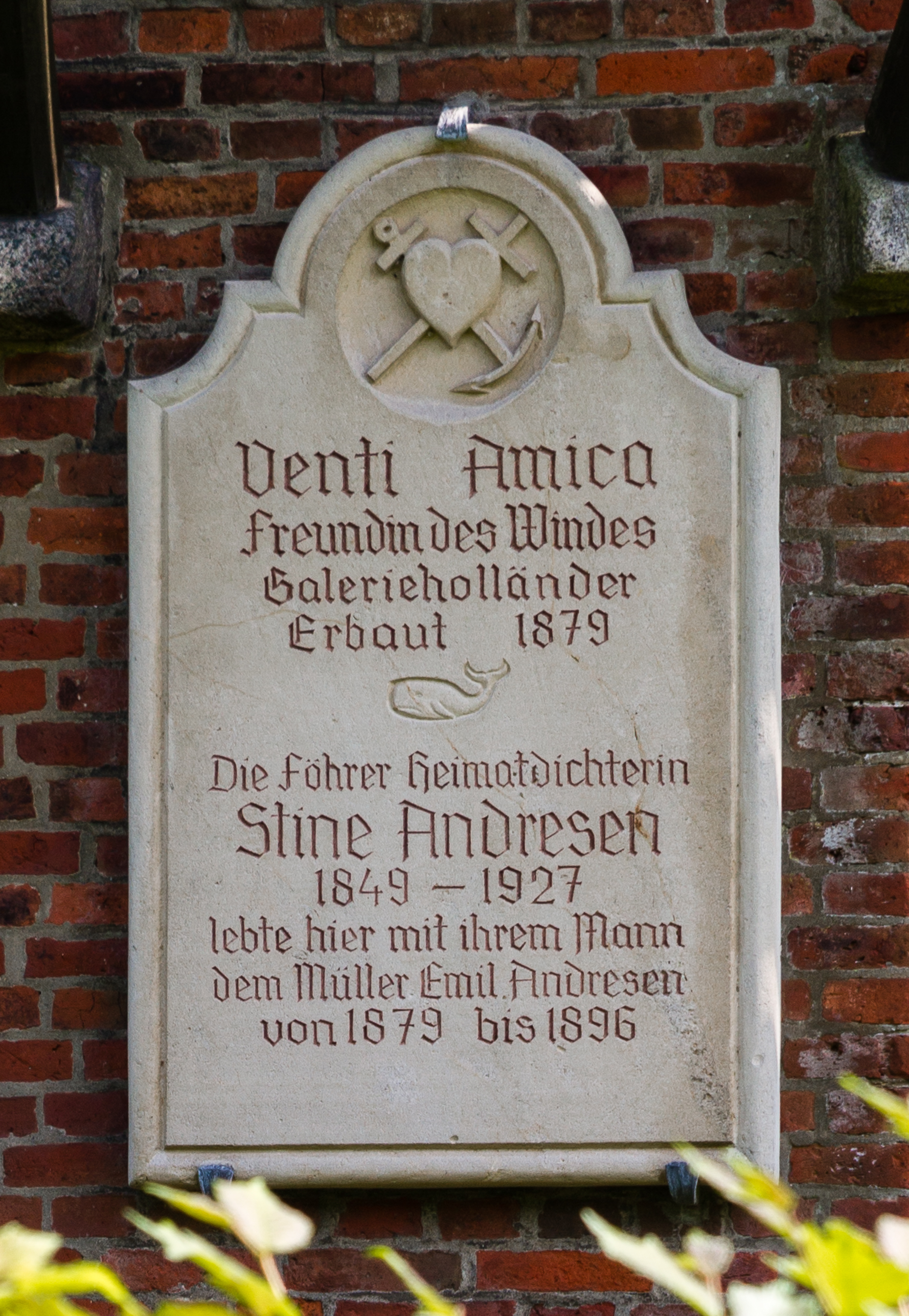
Gedenktafel auf Föhr

Stine Andresen geb. Jürgens (* 23. Dezember 1849 in Boldixum; † 13. Mai 1927 ebenda) war eine deutsche Schriftstellerin von der Insel Föhr. Ihre Lyrik ist oft auf ihre Heimatinsel bezogen. Neben Gedichten in deutscher Sprache verfasste sie auch einige in nordfriesischer Sprache.

## Leben
Andresen wurde als Tochter des Landwirts Jürgen Erich Jürgens in Boldixum, heute einem Stadtteil von Wyk auf Föhr geboren und verbrachte dort den Großteil ihres Lebens. Die Mutter starb früh. Andresen besuchte die Dorfschule in Boldixum und bildete sich durch Lesen weiter. Zeitig verfasste sie Gelegenheitsgedichte, die sie zu Festen vortrug. Andresen gehörte zum Freundeskreis der Familie Friedrich Hebbels. Nach dem Tod Hebbels im Jahr 1863 arbeitete sie zeitweise als Sekretärin seiner Witwe Christine Hebbel.
Im Jahr 1875 heiratete Andresen den Müller Emil Andresen, der in den 1890er-Jahren verstarb. Bereits 1893 erschienen Gedichte von Andresen im Druck. Als sich nach dem Tod ihres Ehemannes ihre finanzielle Lage verschlechterte, unterstützte sie der Autor Karl Schrattenthal durch eine Neuauflage ihrer Gedichte im Jahr 1896.

## Nachwirkung
Zwei Gedichte Andresens wurden von dem Komponisten Ferdinand Heinrich Thieriot zu Chorwerken vertont. In Wyk auf Föhr wurde der Stine-Andresen-Weg nach der Dichterin benannt.

## Auszeichnungen
- 1917: Friedrich-Hebbel-Preis
- 1918: Friedrich-Hebbel-Preis (gemeinsam mit Hans Groß)
- 1919: Friedrich-Hebbel-Preis (gemeinsam mit Hans Groß)
- 1920: Friedrich-Hebbel-Preis (gemeinsam mit Hans Groß)

## Werke (Auswahl)
- Gedichte. Hrsg. Gerber. 1893.
- Gesammelte Gedichte. Hrsg. Karl Schrattenthal. 3. Auflage. Bielefeld 1896.
- Enziana – Ein Blumenmärchen. Nordfriesische Verlagsanstalt.
- Neue Gedichte. Buchhandlung der Anstalt Bethel, Bielefeld 1903.
- Gedichte aus dem bisher unveröffentlichten Nachlaß der inselfriesischen Dichterin. Nordfriesische Verlagsanstalt Carl Meyer, 1930.

### Briefe
- Martin-M. Langner (Hrsg.): Briefe und Gedichte. 2. Auflage. Weidler, Berlin 1989, ISBN 3-925191-50-X.